# Jacques Cartonnet
Jacques Cartonnet est un champion de natation français, né le 13 octobre 1911 à Boulogne-sur-Mer et mort vers 1967 en Italie. Engagé à l'extrême droite à partir de 1937, partisan de la collaboration franco-allemande sous l'Occupation, il est suspecté d'avoir dénoncé durant la Seconde Guerre mondiale son rival Alfred Nakache, juif et déporté à Auschwitz.

## Biographie
Ulysse Joseph Delobel naît le 13 octobre 1911 à Boulogne-sur-Mer d'Eugénie Victorine Françoise Delobel et de père inconnu. Il est légitimé par le mariage de sa mère et de Georges Cartonnet le 13 mai 1919 dans le 10e arrondissement de Paris et prend le nom d'Ulysse Joseph Cartonnet. Il prend, à une date inconnue, le prénom de Jacques.

### Carrière sportive
La presse française commence à citer son nom à partir de 1929-1930. Elle vante le physique, la haute taille et plus encore la musculature de cet athlète blond,,, ses records également, mais souligne aussi ses démêlés nombreux avec la Fédération française de natation qui prit plusieurs fois des sanctions contre lui, car son « caractère (le) pousse à une extrême indépendance ». Il est surnommé « Carton ». Un journal note en 1935 que Cartonnet « vient de gâcher ses deux dernières saisons par ses multiples fantaisies, son indécision et ses démêlés avec les dirigeants sportifs ». Il semble capable « des plus beaux exploits mais aussi des pires ». Ce « spécialiste des records dans le bassin du Lido n'a malheureusement jamais encore confirmé en compétition la valeur dont il a fourni la preuve contre la montre ».
Il est champion de France du 200 mètres brasse en 1931, 1932, 1935, 1936, 1937 et en 1939.
Il bat quelques records en brasse, sur cent mètres et 200 mètres. Il détient le record du monde de natation messieurs du 200 mètres brasse à deux reprises, du 8 février 1933 au 16 mars 1935 avec un temps de 2 min 42 s 6 et du 4 mai 1935 au 28 mars 1936 avec un temps de 2 min 39 s 6.
Il est membre de l'équipe de France aux Jeux olympiques d'été de 1932, prenant part au 200 mètres brasse, mais il déçoit et est éliminé en demi-finales. Ses résultats décevants aux J-O de Los Angeles s'expliqueraient par son comportement privé peu sérieux. Il aurait disparu pendant des jours en compagnie d'une star hollywoodienne qu'il avait séduite avant la course, au cours d'une visite des studios de cinéma. Un journal parisien évoque les « divertissements nocturnes » de Cartonnet, causes de son insuccès. Il est suspendu durant trois mois par la Fédération française de natation à l'issue des jeux du fait de son comportement, à l'instar d'un autre nageur, son ami Alfred Schoebel, camarade de régiment au bataillon de Joinville et d'entrainement. Cartonnet et Schoebel, minimisant leurs torts, protestent contre cette suspension.
Il remporte à quatre reprises la Coupe de Noël, course annuelle traversant la Seine au pont Alexandre-III à Paris, en 1932, 1933, 1935 et 1936.
Malgré sa réputation d'être davantage l'« homme-record » que l'« homme-coureur » car « d'ordinaire, (il) refuse la lutte », il a affronté d'autres nageurs, français ou étrangers, en France ou à l'étranger. Il défie en crawl un autre champion, Jean Taris, qui le bat en 1935 et lui conseille de rester un spécialiste de la brasse, soulignant qu'il manque de volonté et que ses qualités « lui permettent de battre, seul, un record, mais lui refusent de battre un adversaire en lutte ouverte ». Il défie également plusieurs fois un autre champion, Alfred Nakache, mais ce dernier le bat plusieurs fois à partir de 1936, en nage libre ou en brasse,. Nakache le défie en 1936 en brasse, alors qu'il affirme ne pas maitriser cette nage, et le bat.
En club, il a été licencié au SCUF et au Paris université club. Il prend ensuite son indépendance et, accusé de professionnalisme, il fonde en 1937 son propre club dont il est l'unique nageur, le « Cartonnet Swimming Club », ce qui lui permet de toucher des enveloppes, à travers sa mère qui officie comme dirigeante. Les initiales du club signifiant aussi « Amateur swimming club », dont il est le secrétaire,.
Il a tenu avec sa mère un magasin de sport, Cartonnet-sports, à partir de 1932,. Il possède une piscine à Paris dans la seconde moitié des années 1930 et s'occupe d'assurances.

### Vie privée
Il est décrit comme un séducteur et un viveur, comme un homme qui aime la grande vie et « ne rien foutre ». Il a une réputation de « fêtard », de client de boîtes de nuit. Il aurait été homosexuel. Il aurait été proche du député de gauche Jean-Michel Renaitour, homosexuel notoire qui l'aurait un temps entretenu, dans les années 1930. La rumeur figure notamment dans le journal du romancier Julien Green : « Jean-Michel Renaitour, parlementaire et pédéraste, a couché et, je pense, entretenu un peu Cartonnet (pour qui j'ai souffert de tant de désirs (...) ». Dans ses mémoires, le journaliste sportif Jacques Goddet évoque Cartonnet et le directeur de journaux Léon Bailby : « Comme Léon Bailby, fort distingué, ne cachait guère son penchant pour les beaux jeunes hommes, on l'avait surnommé la « chatelaine du lit blanc » (...) Longtemps, il eut des bontés pour l'athlétique champion de natation Jacques Cartonnet (...) ».

### Journaliste sportif et engagement politique à l'extrême droite
À partir de 1932, Cartonnet collabore à divers périodiques. Il signe irrégulièrement des articles consacrés au sport, essentiellement à la natation, pour l'hebdomadaire Marianne (1932-1933), pour le quotidien Le Jour de Léon Bailby (1933-1937). Il collabore aussi à la feuille d'extrême droite Je suis partout à laquelle il donne en 1938 une série d'articles consacrés à la natation,. Il donne également quelques articles au quotidien d'information Paris-Soir en 1938-1939.
L'éditeur Gallimard publie en 1935 un livre qu'il signe, Nages.
Il travaille également comme journaliste sportif au périodique du Parti populaire français (PPF) La Liberté. Ce journal le présente comme le chef adjoint puis le chef de sa rubrique sportive. Ce quotidien fait savoir en octobre 1937 que Cartonnet vient d'adhérer au PPF, parti d'extrême droite fondé en 1936 et dirigé par Jacques Doriot. Il fonde et dirige sa branche sportive, l'Union sportive de la jeunesse française (USJF), créée à la fin de l'année 1937,. Il est également le directeur de Sports de France, la revue de l'USJF.

### Parcours dans la Collaboration
Sous l'Occupation, il continue de nager et de battre quelques records. Il s'installe à Toulouse, en zone libre, fin 1940 ou en 1941, où il adhère aux Dauphins du TOEC de Nakache puis au Racing olympique toulousain, un club rival,. Il affronte à nouveau Alfred Nakache, qui le bat à plusieurs reprises en 1942,.
Il adhère au Rassemblement national populaire, et s'engage dans la Milice française en 1943. D'abord délégué départemental aux sports de l'organisation en Haute-Garonne, il est promu chef du service Jeunesse et Sports de la Milice en octobre 1943. Il travaille aussi comme propagandiste, exprimant un antisémitisme virulent qui explique que certaines accusations aient pu lui imputer, à tort ou à raison, une part de responsabilité dans l'arrestation et la déportation de son ancien rival sportif Alfred Nakache,, avec sa femme Paule et leur fille de deux ans Annie. Il mène à Toulouse où il habite désormais des expéditions contre les Juifs, et avec des jeunes, casse des vitrines de magasins juifs dans cette ville.
Réfugié en Allemagne, à Sigmaringen, en août 1944, il y est le responsable de la rubrique sportive du journal La France de Jean Luchaire. Il semble aussi y avoir été nommé membre  de la Commission gouvernementale de Sigmaringen en qualité de secrétaire d'État aux Sports.
Il est condamné à mort par contumace pour collaboration par la Cour de justice de Toulouse le 19 mars 1945. Arrêté à Rome, l'ancien champion de natation réussit une évasion sensationnelle en sautant au décollage de l'avion militaire qui devait le rapatrier en France en avril 1946,,. De nouveau arrêté, par les Italiens en novembre 1947, dans un couvent où se cachait, il est un temps emprisonné à Pérouse. Il reste cependant en Italie. Le ministre de la justice italien refuse son extradition à la fin de l'année 1950. Cartonnet devient entraineur d'une équipe de natation pour la Lazio de Rome en 1951,. Sa trace se perd ensuite dans ce pays et la date de sa mort, en 1967, est hypothétique.

## Postérité
Des romans centrés sur la personnalité et l'histoire d'Alfred Nakache évoquent sa rivalité avec ce dernier, plus jeune (il est né en 1915) :  Le nageur d'Auschwitz (2022) de Renaud Leblond, Le Nageur (2023) de Pierre Assouline, qui écrit : 

« D'emblée son meilleur ennemi. C'est peu dire qu'ils ne s'apprécient guère. (...) Tout les oppose. (...) Autant Cartonnet est long, haut, blond, blanc, fin, les traits réguliers, élégant, hautain, autant Nakache est mat, ramassé, râblé, musculeux, familier, sérieux dans le travail, appliqué, le sourcil touffu (...) Le premier est de quatre ans l'aîné de l'autre. Une différence qui compte à ce niveau-là. »

 Fin 2024, France Télévisions produit un docu-fiction dans lequel Nakache et Cartonnet sont dépeints comme rivaux.

## Publication
- Jacques Cartonnet, Nages, Gallimard, 1935, 161 p.